# Jessy Kramer
Jessy Anna Kramer (ur. 16 lutego 1990 r. w Zijdewindzie) – holenderska piłkarka ręczna, reprezentantka kraju, zawodniczka Toulon Saint Cyr Var Handball, występująca na pozycji lewej rozgrywającej.

## Sukcesy reprezentacyjne
- Mistrzostwa świata:
  -  2015
  -  2017
- Mistrzostwa Europy:
  -  2016
  -  2018

## Sukcesy klubowe
- Mistrzostwa Niemiec:
  -  2012-2013 (Handball-Club Leipzig)
- Puchar Niemiec:
  -  2012-2013 (Handball-Club Leipzig)
- Puchar Francji:
  -  2017-2018 (Toulon Saint Cyr Var Handball)